# Bartholomäa Maria Capitanio

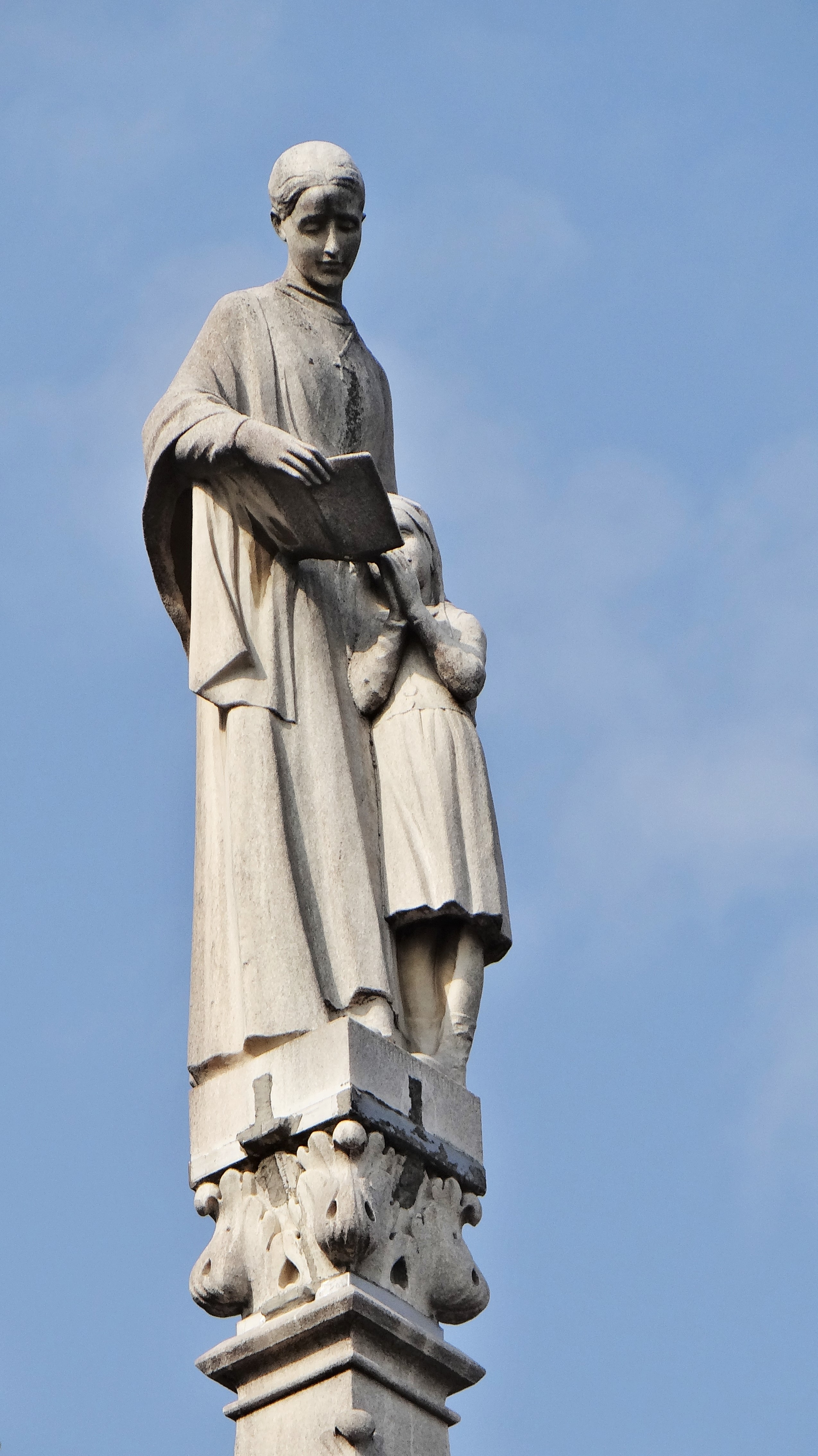
Statue der heiligen Bartholomäa auf dem Dom zu Mailand

Bartholomäa Maria Capitanio (* 13. Februar 1807 in Lovere, Italien; † 26. Juli 1833 ebenda) war eine italienische Ordensfrau und Ordensgründerin.
Bartholomäa Maria Capitanio wurde 1807 in Provinz Bergamo als ältestes von sieben Kindern des Kaufmanns Modesto Capitanio und seiner zweiten Frau Caterina Canossi geboren.
Sie war schon mit 15 Jahren als Lehrerin tätig. Gemeinsam mit Vincenza Gerosa gründete sie 1832 den Orden „Suore della Carità di s. Bambina Maria“ („Schwestern der Liebe vom Kinde Maria“). Nur acht Monate später starb Bartholomäa. 
Der Seligsprechungsprozess begann unter Papst Pius IX. am 8. März 1866. Sie wurde unter Papst Pius XI. am 30. Mai  1926 selig- und zusammen mit Vincenza Gerosa am 18. Mai 1950 von Papst Pius XII. heiliggesprochen.
Ihr Gedenktag ist ihr Todestag, der 26. Juli.